# Бернар-П'єр Донадьє
Бернар-П'єр Доннадьє (фр. Bernard-Pierre Donnadieu; нар. 2 липня 1949, Париж — пом. 27 грудня 2010, Версаль) — французький актор.

## Біографія
Акторської майстерності навчався в Університеті Париж III Нова Сорбонна, почав свою кар'єру в кіно в 25-річному віці відразу ж зі співпраці з іменитими режисерами. За кар'єру знявся більш ніж в 100 художніх та телевізійних фільмах. З картин, у яких зіграв актор, можна виділити художні фільми: «Мешканець» — режисера Романа Поланські, «Професіонал» — Жоржа Лотнера, «Якщо б почати спочатку» — Клода Лелуша, «Зникнення» — Георга Слейзера.
У 1985 році номінувався на премію «Сезар» за найкращу чоловічу роль другого плану за роль у фільмі «Вулиця варварів», однак поступився в результаті нагороду Рішару Борінже.
Озвучив велику кількість фільмів як актор дубляжу, серед інших, озвучував на французьку мову мультиплікаційні фільми «Бі Муві: Медова змова» і «Тачки».
Помер від раку 27 грудня 2010 року в 61-річному віці. Дочка актора — Інгрід Доннадьє, теж актриса.

## Вибрана фільмографія
- Мешканець (1976)
- Моя перша любов (1978)
- Жюдит Терпов (1978)
- Професіонал (1981)
- Повернення Мартіна Герра (1982)
- Смерть Маріо Річчі (1983)
- Прекрасна свобода (1983)
- Вулиця варварів (1984)
- Невідкладна допомога (1985)
- Вовки серед вовків (1985)
- У тіні вітру (1987)
- Пристрасті по Беатріс (1987)
- Зникнення (1988)
- Бурхливе Життя (1990)
- Тінь Вовка (1992)
- Вежа Перворідного (1999)
- Друїди (2001)
- Париж! Париж! (2008)